# Condado de Madison (Texas)
El condado de Madison es uno de los 254 condados del estado norteamericano de Texas. La sede del condado es Madisonville. El condado tiene un área de 1.222 km²(de los cuales 5 km² están cubiertos por agua) y una población de 12.940 habitantes, para una densidad de población de 11 hab/km² (según censo nacional de 2000). Este condado fue fundado en 1854.

## Geografía

### Vías principales
- Interestatal 45
- Autopista nacional 190
- Autopista estatal 21
- Autopista estatal 75
- Autopista estatal 90
- Autopista estatal ORS

### Condados vecinos
- Leon  (norte)
- Houston  (noreste)
- Walker  (sudeste)
- Grimes  (sur)
- Brazos  (suroeste)

## Historia
El condado judicial de Madison fue formado el 2 de febrero de 1842, a partir del condado de Montgomery. Debido a que los residentes de las zonas norte de los condados de Walker y Grimes vivían de 40 a 50 millas de distancia de las sedes de sus condados, pidieron a la legislatura el establecimiento de un nuevo condado. La formación del condado de County a partir de los condados de Grimes, Walker y Leon fue aprobada el 27 de enero de 1853, y la organización del mismo se realizó el 7 de agosto de 1854. El doctor Pleasant W. Kittrell fue pieza clave en el proceso, y se convirtió en el primer representante del condado en la legislatura. Él seleccionó el lugar para instalar la sede del condado, que se creó en un lugar central del mismo, y nombró el condado y su sede en honor al cuarto presidente de la nación, Jams Madison.

## Demografía
Para el censo de 2000, había 12.940 personas, 3.914 cabezas de familia, y 2.837 familias residiendo en el condado. La densidad de población era de 28 habitantes por milla cuadrada.
La composición racial del condado era:
- 66,79% blancos
- 22,87% negros o negros americanos
- 0,32% nativos americanos
- 0,39% asiáticos
- 0,03% isleños
- 7,90% otras razas
- 1,72% de dos o más razas.

Había 3.914 cabezas de familia, de las cuales el 31.50% tenían menores de 18 años viviendo con ellas, el 57,10% eran parejas casadas viviendo juntas, el 11,70% eran mujeres cabeza de familia monoparental (sin cónyuge), y 27,50% no eran familias.
El tamaño promedio de una familia era de 3 miembros.
En el condado el 21,10% de la población tenía menos de 18 años, el 13,00% tenía de 18 a 24 años, el 31,90% tenía de 25 a 44, el 20,00% de 45 a 64, y el 14,00% eran mayores de 65 años. La edad promedio era de 33 años. Por cada 100 mujeres había 142,60 hombres. Por cada 100 mujeres mayores de 18 años había 155,10 hombres.

### Evolución demográfica
A continuación se presenta una tabla que muestra la evolución de la población entre 1900 y 1990
| Año        | 1900  | 1910  | 1920  | 1930  | 1940  | 1950 | 1960 | 1970 | 1980  | 1990  |
| ---------- | ----- | ----- | ----- | ----- | ----- | ---- | ---- | ---- | ----- | ----- |
| Habitantes | 10432 | 10318 | 11956 | 12227 | 12029 | 7996 | 6749 | 7693 | 10649 | 10931 |

## Economía
Los ingresos medios de una cabeza de familia del condado eran de USD$29.418 y el ingreso medio familiar era de $35.779. Los hombres tenían unos ingresos medios de $25.625 frente a $19.777 de las mujeres. El ingreso per cápita del condado era de $14.056. El 12.30% de las familias y el 15.80% de la población estaban debajo de la línea de pobreza. Del total de gente en esta situación, 20.00% tenían menos de 18 y el 16.30% tenían 65 años o más.

## Localidades
- Madisonville
- Midway
- Normangee
- North Zulch